# ماغوغ (كيبك)
ماغوغ، كيبك (بالإنجليزية: Magog)‏ هي مدينة كندية تقع في مقاطعة كيبك. تبلغ مساحة هذه المدينة 144.117 (كم²)، ويبلغ عدد سكانها 23880 نسمة حسب إحصاء سنة 2006 م، بينما كان يسكنها 22535 نسمة في سنة 2001 م. تحتل هذه المدينة المرتبة رقم 164 بين مدن كندا حسب عدد السكان والمرتبة رقم 44 في المقاطعة. النمو سكاني في هذه المدينة يقدر بـ(6).

## وصلات خارجية
- الأطلس الحكومي لكندا
- إحصاءات كندا مع ساعة تعداد السكان